# Centaurea hadacii
Centaurea hadacii — вид квіткових рослин айстрових (Asteraceae). Ендемік пн.-сх. Іраку.